# UFC 90
UFC 90: Silva vs Côté foi um evento de artes marciais mistas promovido pelo Ultimate Fighting Championship, ocorrido em 25 de outubro de 2008 no Allstate Arena em Rosemont, Illinois. O evento principal foi o confronto entre a disputa entre os pesos-médios entre Anderson Silva e Patrick Côté.

## Resultados
Nota 1 Pelo Cinturão Peso-Médio do UFC.

## Bônus da Noite
- Luta da Noite:  Sean Sherk vs.  Tyson Griffin
- Nocaute da Noite:  Junior dos Santos
- Finalização da Noite:  Spencer Fisher

## Ligações Externas
- Página oficial

1. ↑  Nota 1